# Област Мирдита
Област Мирдита (алб. Rrethi i Mirditës) је једна од 36 области Албаније. Има 37.000 становника (процена 2004), и површину од 867 km². На северу је земље, а главни град је Решен. Међу другим значајнијим местима у овој области су Курбнеш и Рубик.
Обухвата општине: Качинар, Ктел, Орош, Рубик, Ршен, Сељит и Фан.

## Историја
Док су Иван Јастребов и Срећковић путовали у Скадар 1875. г. повео се разговор о Арбанасима римске вере, о њиховом празновању светаца и причешћу. Јастребов је рекао како је гледао у Миридитији како фратар обладном причешћује људе, а они излазећи из цркве одмах су из својих тиквица пили вина, и то вино су сматрали за право причешће. Аустријски конзул Тодоровић је пред свима то поврдио, а Јастребов је додао: Види се да су били православни и на силу покатоличени. Тудоровић је додао да је био сведок како Миридити празнују свеце по старом календару, а не по новом, и никако нису хтели веровати фратру да је Свети Никола 6. децембра по новом календару него тврдили, да је — 6. по старом календару. Хекар и Каплан Буровић у својим текстовима наводе податак да је град Орош у Албанији добио име по српском краљу Урошу.